# Jesus, du mitt hjärtas längtan (Sandell)
Jesus, du mitt hjärtas längtan är en psalm i två verser av Lina Sandell-Berg från 1889. Senare bearbetade Anders Frostenson en annan psalm som gavs samma titelrad som Lina Sandells psalm.

## Publicerad som
- Nr 177 i Sionstoner 1889 under rubriken "Sånger om frälsningen: Bättring och tro."
- Nr 381 i Sionstoner 1935 under rubriken "Nådens ordning: Trosliv och helgelse".
- Nr 578 i Lova Herren 1988 under rubriken "Guds barn i bön och efterföljelse".